# Annina (polka)
Annina, op. 415, är en polkamazurka av Johann Strauss den yngre. Den framfördes första gången i slutet av 1883 eller i början av 1884.

## Historia
Johann Strauss operett En natt i Venedig hade premiär i Berlin den 3 oktober 1883 och blev ett praktfiasko. I tredje akten, när "Lagunvalsen" sjöngs till texten 'Nacht sind die Katzen ja grau, nachts tönt es zärtlich Miau!' ('om natten är katterna grå, då jama de kärligt mjao'), började berlinpubliken att jama och skrika. Föreställningen fick avbrytas för en stund. Sedan lyckades den märkbart skakade kompositören fortsätta stycket till slut. Strauss och librettisterna fick arbeta snabbt med att ändra om musik och text innan operetten gick upp i Wien sex dagar senare. Där blev föreställningen en stor succé och flera av numren fick tas om. Strauss arrangerade totalt sex separata orkesterstycken från operettens musiknummer, däribland polkan Annina.
Annina är namnet på en ung fiskarflicka i operetten och sjöngs vid premiären av Ottilie Collin (1863-1960). I Strauss senare operetter skulle hon kreera rollerna som Saffi i Zigenarbaronen (1885) och Tilly i Simplicius (1887). När En natt i Venedig sattes upp i Wien sjöngs rollen av Caroline Finaly (1849-1934), som också skulle komma att sjunga i flera av de stora operetterna: Natalitza i Apajune, der Wassermann (1880) och Laura i Tiggarstudenten (1882) av Carl Millöcker, och Emilie i Cagliostro in Wien (1875), Pulcinella i Prinz Methusalem (1877) och Violetta i Det lustiga kriget (1881) av Strauss.
Polkan Annina är en av de mer intressanta orkesterverken från En natt i Venedig, då hälften av melodierna saknas i den slutliga versionen av operetten. Tema 1A och 1B återfinns i Anninas entrésång (Nr 2) i akt I: "Frutti di mare", medan hela trio-delen består av material från finalen till akt II, en duett mellan Caramello och Pappacoda ("Kochlöffel war einer Weinflasche gut"), vilka togs bort efter premiären i Berlin.
Liksom de flesta orkesterstycken från En natt i Venedig framfördes polkan Annina inte av Capelle Strauss utan av något av de många militärorkestrar som uppträdde regelbundet i Wien. Orkestermaterialet till dessa tidiga konserter kan mycket väl ha arrangerats av orkestrarna själva utifrån det publicerade klaverutdraget som gavs ut den 5 december 1883. Datum och ort för polkans första framförande är således osäkert.

## Om polkan
Speltiden är ca 3 minuter och 16 sekunder plus minus några sekunder beroende på dirigentens musikaliska tolkning.
Polkan var ett av sex verk där Strauss återanvände musik från operetten En natt i Venedig:
- Lagunen-Walzer, Vals, Opus 411
- Pappacoda-Polka, Polka-francaise, Opus 412
- So ängstlich sind wir nicht, Schnellpolka, Opus 413
- Die Tauben von San Marco, Polka-francaise, Opus 414
- Annina, Polkamazurka, Opus 415
- Eine Nacht in Venedig, Kadrilj, Opus 402

## Weblänkar
- Annina i Naxos-utgåvan.